# William Westbrooke Burton

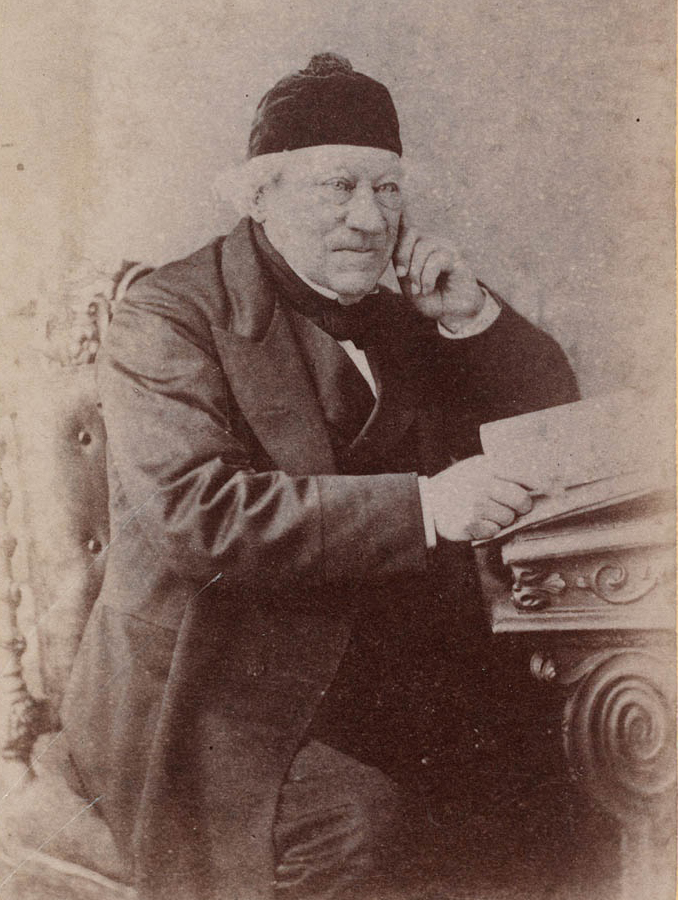
Sir William Westbrooke Burton (1880)

Sir William Westbrooke Burton, Kt (* 31. Januar 1794 in Daventry, Northamptonshire, England; † 6. August 1888 in London) war ein britisch-australischer Rechtsanwalt, Richter und Politiker, der zwischen 1857 und 1861 Mitglied im Parlament von New South Wales war und von 1858 bis 1861 als Präsident des dortigen Oberhauses, des Legislative Council, fungierte.

## Leben

### Seeoffizier, Richter in England und New South Wales
William Westbrooke Burton war der Sohn des Solicitor und Stadtschreibers Edmond Burton und dessen Ehefrau Elizabeth Mather, trat nach dem Besuch der Daventry Grammar School 1807 als Midshipman in die Royal Navy ein und wurde auf dem Kriegsschiff HMS Conqueror bei einem Seegefecht bei Toulon verwundet. Später nahm er an Bord der HMS Barham, HMS Tonnant und der HMS Orlando an Fahrten nach Lissabon, Cádiz, zu den Kanarischen Inseln, im Mittelmeer, zu den Westindischen Inseln und China teil. Nach Beendigung seines Militärdienstes absolvierte er ein Studium der Rechtswissenschaften und nahm nach seiner anwaltlichen Zulassung bei der Anwaltskammer (Inns of Court) von Inner Temple 1824 eine Tätigkeit als Rechtsanwalt (Barrister) auf. 1826 wechselte er in den Richterdienst und war als Recorder sowie Präsident des Quartalsgerichts (Local Court of Quarter Sessions) in seiner Geburtsstadt Daventry tätig. 1828 erfolgte seine Berufung zum zweiten beigeordneten Richter (second puisine judge) am Supreme Court at the Cape of Good Hope, dem Obersten Gerichtshof der Kapkolonie. Dort traf er den Gouverneur von New South Wales Richard Bourke und nahm dessen Angebot zur Berufung als Richter am Obersten Gerichtshof der Kolonie New South Wales an.
Als Burton 1832 in New South Wales ankam, war er entsetzt über das, was er für einen Mangel an religiöser Führung in der Kolonie hielt. Doch trotz seines religiösen Eifers wurde Burton wegen intoleranter Darstellungen gegenüber Katholiken in seinem Gerichtssaal angegriffen. Er spielte eine wichtige Rolle bei der Entstehung des frühen Kolonialrechts, obwohl er dazu neigte, sich eng an die Beispiele und Fälle des englischen Rechts zu halten. Burton verfasste nach dem Myall-Creek-Massaker zwei wichtige Gerichtsentscheidungen in Bezug auf den Status der Aborigines nach englischem Recht und argumentierte in seinen Urteilen, dass Aborigines, wenn sie dem englischen Recht unterliegen sollten, auch dadurch geschützt werden sollten.

### Richter in Madras, Mitglied im Parlament von New South Wales und Präsident des Legislativrates

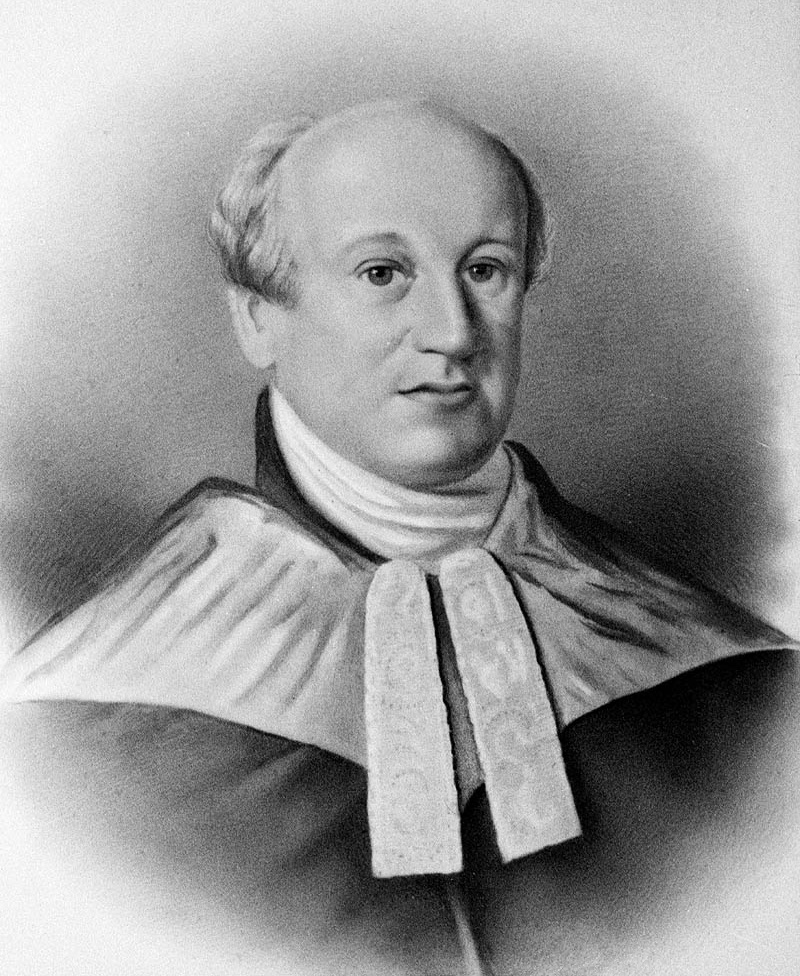
Sir William Westbrooke Burton (1860)

Burton, der zwischenzeitlich von 1839 bis 1841 eine ausgedehnte Reise nach England unternahm, wurde 1844 zum Richter am Obersten Gerichtshof der Präsidentschaft Madras in Britisch-Indien ernannt und war dort bis 1857 tätig. Am 18. November 1844 wurde er zum Knight Bachelor (Kt) geschlagen und führte fortan den Namenszusatz „Sir“.
1857 kehrte er nach New South Wales und war vom 11. August 1857 bis zum 10. Mai 1861 Mitglied im Parlament von New South Wales, nach dem er am 9. Juli 1857 für eine fünfjährige Periode zum Mitglied des Legislativrates (NSW Legislative Council) ernannt worden war, des Oberhauses des Parlaments. Als Nachfolger von John Plunkett übernahm er am 9. Februar 1858 schließlich auch das Amt als President of the New South Wales Legislative Council und war damit bis zum 10. Mai 1861 Präsident des Oberhauses, ehe William Charles Wentworth am 24. Juni 1861 seine Nachfolge antrat. Er engagierte sich neben Sir Stuart Donaldson, Sir Charles Nicholson, Sir George Macleay und William Charles Wentworth in der General Association for the Australian Colonies. Sein dramatischer Rücktritt als Präsident und Mitglied des Legislativrates erregte großes Aufsehen. In einem Versuch, den Robertson Land Bill genannten Entwurf zum Landgesetz „erleichtert“ durch das Oberhaus bestätigen zu lassen, versuchte Premier Charles Cowper, einundzwanzig neue Mitglieder im Legislativrat zu ernennen, ohne Burton zu konsultieren. Obwohl der Gesetzentwurf das Unterhaus (NSW Legislative Assembly) erfolgreich durchlaufen hatte, war er vom Oberhaus abgelehnt worden. Nach Burtons Rücktritt legte John Robertson seinen Sitz im Unterhaus nieder und wurde für den Legislativrat nominiert, wo er die Verabschiedung des Gesetzes sicherstellte.
Burton verließ Sydney 1861 und kehrte nach London zurück, wo er am 6. August 1888 starb. Er war zweimal verheiratet und sowohl seine erste am 15. April 1827 geschlossene Ehe mit Margaret Smith als auch seine zweite Ehe mit Maria Alphonsine West blieben kinderlos.

## Veröffentlichungen
- The State of Religion and Education in New South Wales, 1840
- The Insolvent Law of New South Wales, with Practical Directions and Forms, 1842

## Hintergrundliteratur
- Australian Men of Mark, Band 1, Sydney, 1889, S. 57
- The Presiding Officers of Parliament of New South Wales, Sydney 1995